# Apocynum cannabinum
Apocynum cannabinum es una especie de la familia de las  Apocynaceae originaria de Norteamérica.

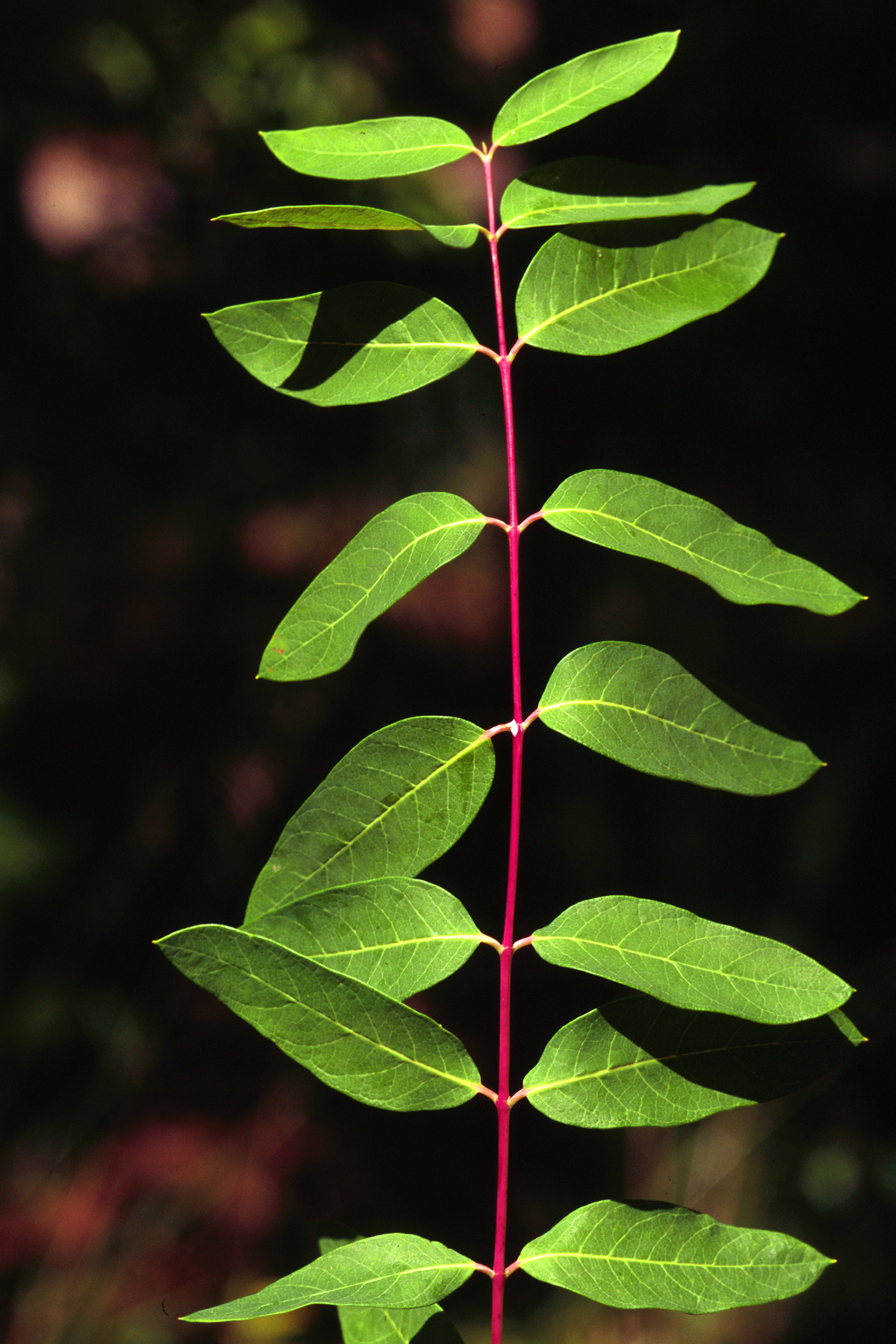
Hojas

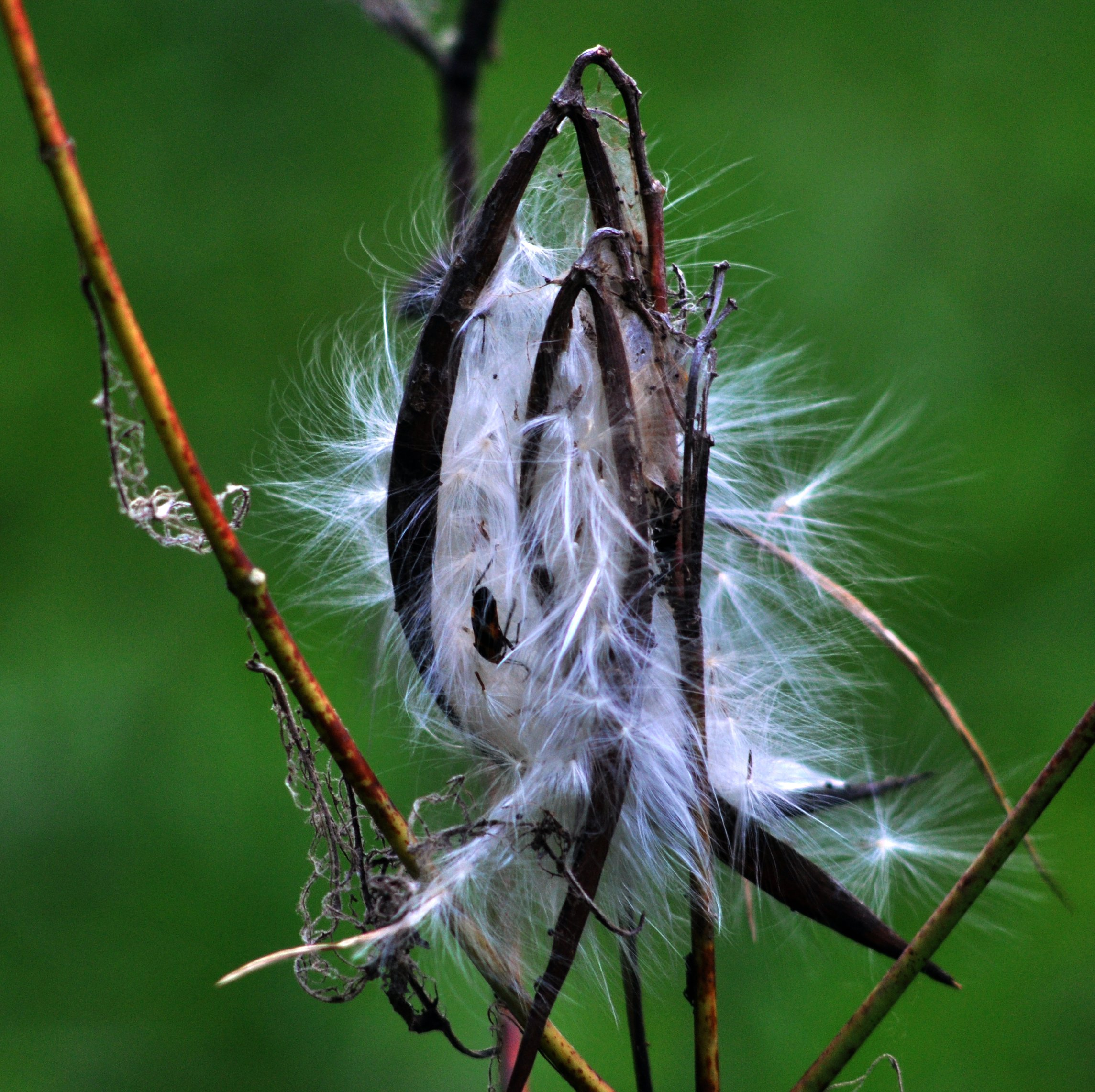
Frutos

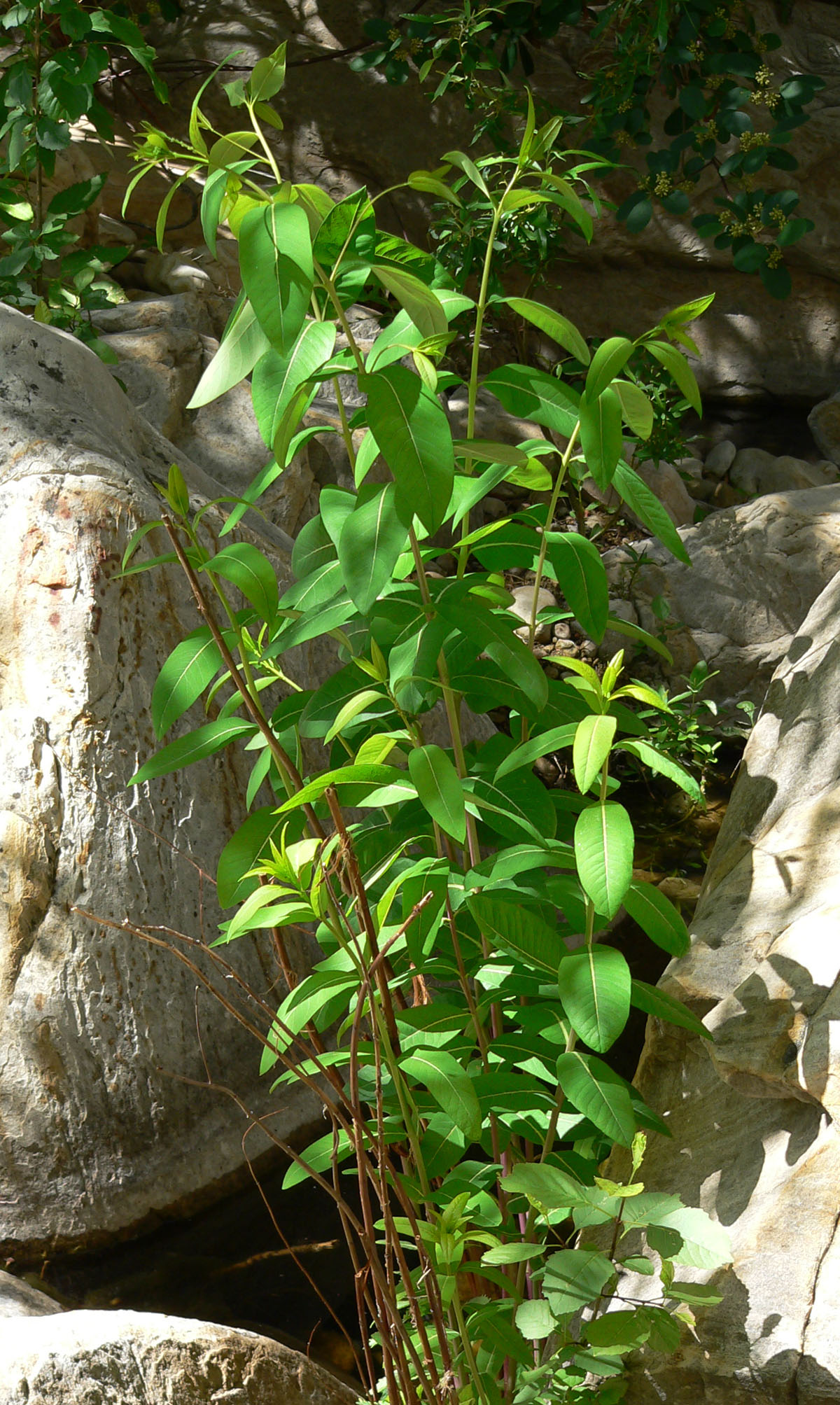
Vista de la planta

## Hábitat
Crece en los bordes de los ríos, cursos de agua y terrenos arenosos de Norteamérica (Canadá y EE. UU.).

## Características
- Planta herbácea perenne con una altura de hasta 2 m. Tallo erecto y fibroso. Las         hojas son opuestas, lanceoladas de 7-15 × 3-5 cm ; cuando se rompen, exudan una savia lechosa que es tóxica. Las flores son blancas de sépalo grande con corola de cinco lóbulos.

## Propiedades
- Utilizado por los indios nativos para hacer redes para la caza y la pesca, fabricar ropa y hacer cordajes.
- Utilizado en la medicina herbal para tratar la sífilis, reumatismo, gusanos intestinales, asma y disentería.
- Tiene un componente más potente que la digitalina que enlentece el ritmo cardíaco.
- Buenos resultados en la cirrosis.

### Principios activos
Contiene heterósidos cardiotónicos, destacando la cimarina y la apocinina (0.2%) o glucósido de acetovanillona. También contiene apocannósido, harmalina y cinocannósido.

### Indicaciones
Es cardiotónico, diurético. En dosis altas estimula el vómito (emético), purgante. Baja el ritmo cardíaco y aumenta la amplitud de las contracciones, más rápido y potente que la digitalina. Hidropesía, insuficiencia y cirrosis hepática. Según el Dr. Kupchan tiene propiedades antitumorales. Se usa el rizoma.

## Variedades
- Apocynum cannabinum var. angustifolium (Woot.) N. Holmgren
- Apocynum cannabinum var. glaberrimum A. DC.
- Apocynum cannabinum var. greeneanum (Bég. & Bel.) Woods.
- Apocynum cannabinum var. hypericifolium Gray
- Apocynum cannabinum var. nemorale (G.S. Mill.) Fern.
- Apocynum cannabinum var. pubescens (Mitchell ex R. Br.) Woods.
- Apocynum cannabinum var. suksdorfii (Greene) Bég. & Bel.

## Taxonomía
Apocynum cannabinum fue descrita por Carlos Linneo y publicado en Species Plantarum 1: 213. 1753.
Etimología
Apocynum: nombre genérico que deriva del griego apo = "fuera de", y kyon o kunos = "perro", es decir "nocivo para los perros", en referencia a su antiguo uso como veneno para los perros.
cannabinum: epíteto latino que significa "como el cáñamo".
Sinónimos
- Apocynum hypericifolium Ait.
- Apocynum pubescens Mitchell ex R. Br.
- Apocynum sibiricum Jacq.
- Apocynum suksdorfii Greene[5]
- Apocynum album Greene
- Apocynum angustifolium Wooton
- Apocynum arenarium Greene
- Apocynum bebbianum Greene
- Apocynum bolanderi Greene
- Apocynum breweri Greene
- Apocynum canadense Shecut
- Apocynum carolinii Nieuwl.
- Apocynum cervinum Greene
- Apocynum cinereum Nieuwl.
- Apocynum cordigerum Greene
- Apocynum cuspidatum Greene ex Bég. & Belosersky
- Apocynum densiflorum Greene
- Apocynum dictyotum Greene
- Apocynum estellinum Greene
- Apocynum farwellii Greene
- Apocynum greeneanum Bég. & Beloserky
- Apocynum isophyllum Greene
- Apocynum ithacense Greene
- Apocynum laurinum Greene
- Apocynum littorale Greene
- Apocynum longifolium Greene
- Apocynum macounii Greene ex Bég. & Belosersky
- Apocynum missouriense Greene
- Apocynum myrianthum Greene
- Apocynum nemorale G.S.Mill.
- Apocynum neogeum Bég. & Beloserky
- Apocynum nevadense Goodd.
- Apocynum oblongum Greene
- Apocynum oliganthum Greene
- Apocynum palustre Greene
- Apocynum piscatorium Douglas ex A.DC
- Apocynum platyphyllum Greene
- Apocynum procerum Greene
- Apocynum purpureum Tausch
- Apocynum salignum Greene
- Apocynum subuligerum Greene
- Apocynum thermale Greene
- Apocynum tomentulosum Nieuwl.
- Apocynum venetum A.DC.
- Cynopaema cannabinum (L.) Lunell
- Cynopaema hypericifolium (Aiton) Lunell
- Forsteronia pavonii A.DC.[6][7]